# Sarcoglottis biflora
Sarcoglottis biflora es una especie de orquídeas de hábito terrestre de la subfamilia Orchidoideae. Es originaria de Brasil.

## Distribución
Se encuentra en Brasil en el Cerrado y en la Mata Atlántica.

## Sinonimia
- Serapias biflora Vell., Fl. Flumin. 9: t. 50 (1831).
- Spiranthes biflora (Vell.) Cogn. in C.F.P.von Martius & auct. suc. (eds.), Fl. Bras. 3(4): 207 (1895).
- Sarcoglottis lithophila (Barb.Rodr.) Barb.Rodr., Gen. Spec. Orchid. 1(index): x (1877).
- Spiranthes lithophila Barb.Rodr., Gen. Spec. Orchid. 1: 190 (1877).[1][2][3]